# Hylaeus joergenseni
Hylaeus joergenseni är en biart som först beskrevs av Carlos Schrottky 1906.  Hylaeus joergenseni ingår i släktet citronbin, och familjen korttungebin. Inga underarter finns listade i Catalogue of Life.